# Roses (album des Cranberries)
Pour les articles homonymes, voir Rose.
Albums de The Cranberries
Stars - The Best of 1992 - 2002
(2002) Something Else
(2017)
Singles
1. Show Me (radio)
Sortie : 8 novembre 2011
2. Tomorrow
Sortie : 21 novembre 2011

Roses est le 6e album studio du groupe The Cranberries sorti le 27 février 2012.

## Enregistrement de l'album
Le groupe travailla sur 19 pistes pour l'album Roses entre avril et juin 2011 à Londres et Toronto avec le producteur Stephen Street, qui avait déjà collaboré avec The Cranberries sur les albums Everybody Else Is Doing It, So Why Can't We?, No Need to Argue et Wake Up and Smell the Coffee.
Le groupe enregistra 15 titres dans les studios Metalworks à Toronto au Canada du 18 avril au 15 mai 2011. Toutes les pistes de l'album sauf Losing My Mind et Waiting in Walthamstow, furent enregistrées au cours de la première session avec Someday, Eyelash, Serendipity, In It Together, Perfect World et Stop Me.
Le producteur Stephen Street et le groupe retournèrent en studio à Miloco situé à Londres du lundi 20 juin au mercredi 22 juin 2011, pour travailler sur quatre nouvelles pistes pour le prochain album. Trois nouvelles chansons, Losing My Mind, Waiting in Walthamstow et Always, furent achevées au cours de cette session d'enregistrement.

## Liste des titres
Toutes les paroles sont écrites par Dolores O'Riordan.
| No  | Titre                  | Musique                       | Durée |
| --- | ---------------------- | ----------------------------- | ----- |
| 1.  | Conduct                | Dolores O'Riordan, Noel Hogan | 5:10  |
| 2.  | Tomorrow               | Dolores O'Riordan             | 3:56  |
| 3.  | Fire & Soul            | Dolores O'Riordan, Noel Hogan | 4:31  |
| 4.  | Raining in my Heart    | Dolores O'Riordan, Noel Hogan | 3:26  |
| 5.  | Losing My Mind         | Dolores O'Riordan, Noel Hogan | 3:39  |
| 6.  | Schizophrenic Playboys | Dolores O'Riordan, Noel Hogan | 3:39  |
| 7.  | Waiting in Walthamstow | Dolores O'Riordan             | 3:25  |
| 8.  | Show Me                | Dolores O'Riordan             | 3:26  |
| 9.  | Astral Projection      | Dolores O'Riordan, Noel Hogan | 4:44  |
| 10. | So Good                | Dolores O'Riordan             | 3:53  |
| 11. | Roses                  | Dolores O'Riordan, Noel Hogan | 3:40  |

## Version deux disques de l'album
Une version de l'album Roses contient un disque additionnel intitulé Live in Madrid 12/03/2010 avec les principales chansons du concert que le groupe a donné à Madrid au Palacio Vistalegre arena le 12 mars 2010.
| No  | Titre               | Durée |
| --- | ------------------- | ----- |
| 1.  | Analyse             | 4:24  |
| 2.  | Animal instinct     | 3:47  |
| 3.  | How                 | 3:02  |
| 4.  | Linger              | 4:57  |
| 5.  | Dreaming my dreams  | 3:57  |
| 6.  | When your gone      | 4:38  |
| 7.  | Wanted              | 2:08  |
| 8.  | Salvation           | 2:33  |
| 9.  | Desperate Andy      | 3:57  |
| 10. | I cant be with you  | 4:59  |
| 11. | Ode to my family    | 5:10  |
| 12. | Free to decide      | 3:21  |
| 13. | Ridiculous thoughts | 5:19  |
| 14. | Zombie              | 5:09  |
| 15. | Shattered           | 5:32  |
| 16. | Promises            | 4:03  |

## Composition du groupe
- Dolores O'Riordan - chants
- Noel Hogan - guitare, claviers
- Michael Hogan - basse
- Fergal Lawler - batterie & percussions

### Musiciens additionnels
- Stephen Street - guitare acoustique, tambourin, claviers
- Kevin Hearn - accordéon
- Duke Quartet - cordes
- Louisa Fuller, Rick Koster - violon
- John Metcalfe - alto et arrangement des cordes
- Sophie Harris - violoncelle